# 池田重雄
池田 重雄（いけだ しげお、1870年2月7日（明治3年1月7日） - 没年不明）は、日本の政治家・愛媛県喜多郡会議員、菅田郵便局長、篤農家、銀行家。大洲商業銀行監査役。

## 人物
愛媛県出身。1895年、喜多郡菅田村の池田家に養子として入籍し、村会議員に推される事4期に及ぶ。1911年、郡会議員に選出され1期間就任する。1915年、大洲商業銀行監査役となる。1918年、菅田村に郵便局設置に際してその局長となる。
長男の千秋は早稲田大学政治経済学部経済科卒業生で、菅田郵便局長。